# NSC Comunicação
A NSC Comunicação é um conglomerado de mídia brasileiro sediado em Florianópolis, SC. Foi criado em 2017 com o fim do processo de transição dos antigos veículos de comunicação pertencentes ao Grupo RBS para o Grupo NC em Santa Catarina, e seu surgimento se deu juntamente com a NSC TV, rede de televisão do grupo afiliada à TV Globo. Fazem parte do grupo, além das 6 emissoras de televisão da NSC TV, 8 emissoras de rádio, 5 jornais e 3 portais de notícias, totalizando 22 veículos.

## História

### Antecedentes
O Grupo RBS teve seu marco inicial em 3 de julho de 1957, quando Maurício Sirotsky Sobrinho e Frederico Arnaldo Ballvé adquirem a Rádio Gaúcha de Porto Alegre, Rio Grande do Sul. Em 29 de dezembro de 1962 é inaugurada a TV Gaúcha, embrião da RBS TV. Em 1970, é adquirida a Zero Hora, e em 1973 é criada a RBS Rádios, que englobaria várias emissoras de rádio juntamente com a Gaúcha ao longo das décadas seguintes.
No fim da década de 1970, a Rede Brasil Sul de Comunicações (nomenclatura antiga do grupo) já era o maior grupo de comunicação do estado, e é nesse contexto que eles iniciam sua expansão para Santa Catarina. Em 1.º de maio de 1979, o grupo inaugura seu primeiro veículo, a TV Catarinense de Florianópolis. Da década de 1980, até meados da década de 2000, o grupo adquire e inaugura vários outros veículos de comunicação nas principais cidades do estado, e consolida sua posição também como o maior grupo de comunicação de Santa Catarina, detendo mais de 20 veículos.

### Transição e formação
O Grupo RBS começou a passar por problemas financeiros no ano de 2011, quando seus membros foram denunciados pelo Ministério Público por crimes contra o sistema financeiro nacional, dando início a Operação Zelotes, que também investigou outras 70 empresas (números até março de 2015) pelos mesmos motivos. Entre 2014 e 2015, o grupo demitiu dezenas de funcionários nos dois estados, dando inicio a uma série de boatos sobre a venda dos seus veículos para outros grupos de comunicação.
Em 2016, sites divulgaram informações que davam conta de uma venda das operações catarinenses da RBS TV e de outros veículos para o empresário Lírio Parisotto (proprietário do grupo Videolar). O Grupo RBS inicialmente negou as informações através de comunicado oficial. Porém um mês depois, em 7 de março, foi confirmada a venda por meio de reunião com funcionários de Florianópolis, na então sede do Diário Catarinense, e transmitida via videoconferência aos funcionários das filiais do interior. Além de Parisotto, Carlos Sanchez (proprietário do Grupo NC) também foi anunciado como novo proprietário dos veículos, dividindo a sociedade. A venda das operações foi aprovada sem restrições pelo CADE em 15 de julho. Parisotto posteriormente abandonou a sociedade em função de um escândalo pessoal com Luiza Brunet, deixando Carlos Sanchez e outros acionistas do Grupo NC como proprietários integrais do novo grupo de comunicação.
Em outubro, o Grupo NC iniciou a descaracterização da antiga marca nos veículos. Eles deixaram de fazer menção à sigla "RBS" nos programas, vinhetas, fachadas de prédios, peças publicitárias, entre outros. Em 27 de fevereiro de 2017, o grupo extinguiu a TVCOM, emissora local da TV por assinatura, diminuindo para 21 o número de veículos a integrar o futuro conglomerado de mídia.
Em 3 de maio de 2017, foi lançada durante o Jornal do Almoço da RBS TV uma votação popular para escolher o nome da futura rede de televisão e de suas emissoras, bem como da divisão de mídia do conglomerado do Grupo NC. O telespectador poderia votar pela internet até 15 de maio em três nomes, desenvolvidos pela Interbrand: DNC (que significa DNA Catarinense), Lig (que significa Ligada em Santa Catarina) e NSC (que significa Nossa Santa Catarina). O resultado foi divulgado no mesmo telejornal em 16 de maio, e deu como escolhida a última opção por 66,28% dos votos.
Em 15 de julho, o Grupo NC realizou um evento para funcionários e colaboradores em Florianópolis, onde apresentou a marca da NSC Comunicação, futura subsidiária de comunicação do grupo, e confirmou sua estreia para o dia 16 de agosto. Um dia antes, foi feito o lançamento da NSC TV, concluindo oficialmente a transição da antiga RBS TV, com a estreia de sua nova programação no dia seguinte.
Em 31 de agosto, o grupo lançou a Versar, uma revista que passa a circular junto com os jornais durante o fim de semana, e é voltada para o lifestyle. Em 11 de novembro, deixaram de circular as edições de sábado e domingo dos jornais A Notícia e Jornal de Santa Catarina, que juntamente com o Diário Catarinense, passaram a contar com uma edição única de fim de semana que circula aos sábados.
Em 20 de dezembro foi lançado o portal NSC Total, substituindo o ClicRBS SC. O portal reúne notícias, análises, opinião, esportes, entretenimento e serviços de Santa Catarina, com destaque para as regiões de Florianópolis, Joinville, Blumenau, Chapecó, Itajaí, Criciúma e Lages.
Em 1.º de março de 2018, a Itapema FM Joinville tornou-se afiliada à Rádio Globo, passando a se chamar Rádio Globo Joinville. Com isso, apenas a Itapema FM de Florianópolis, geradora da antiga rede que abrangeu Santa Catarina e Rio Grande do Sul, remanesceu.

## Veículos

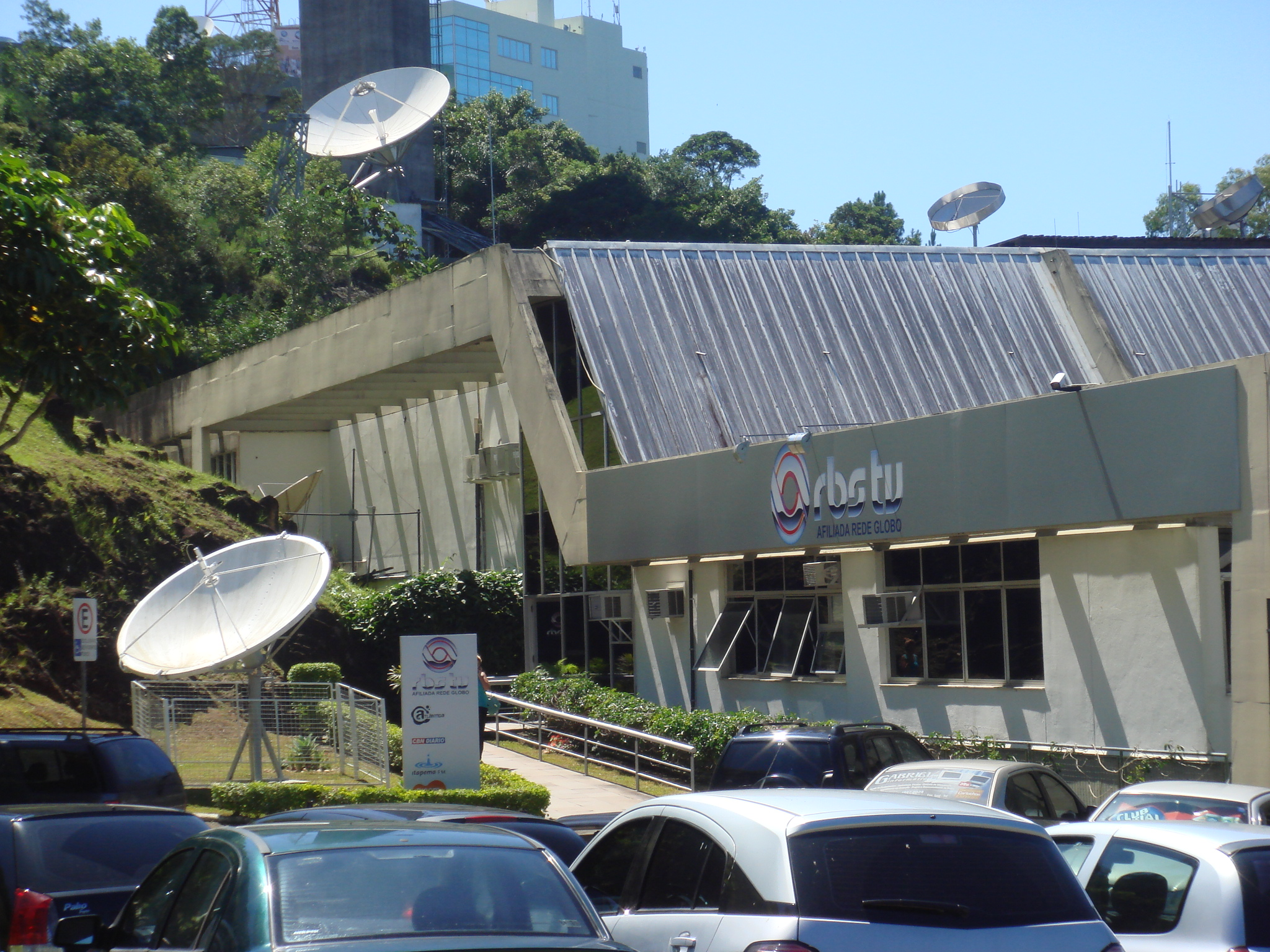
Sede da NSC TV e das rádios de Florianópolis, em 2010

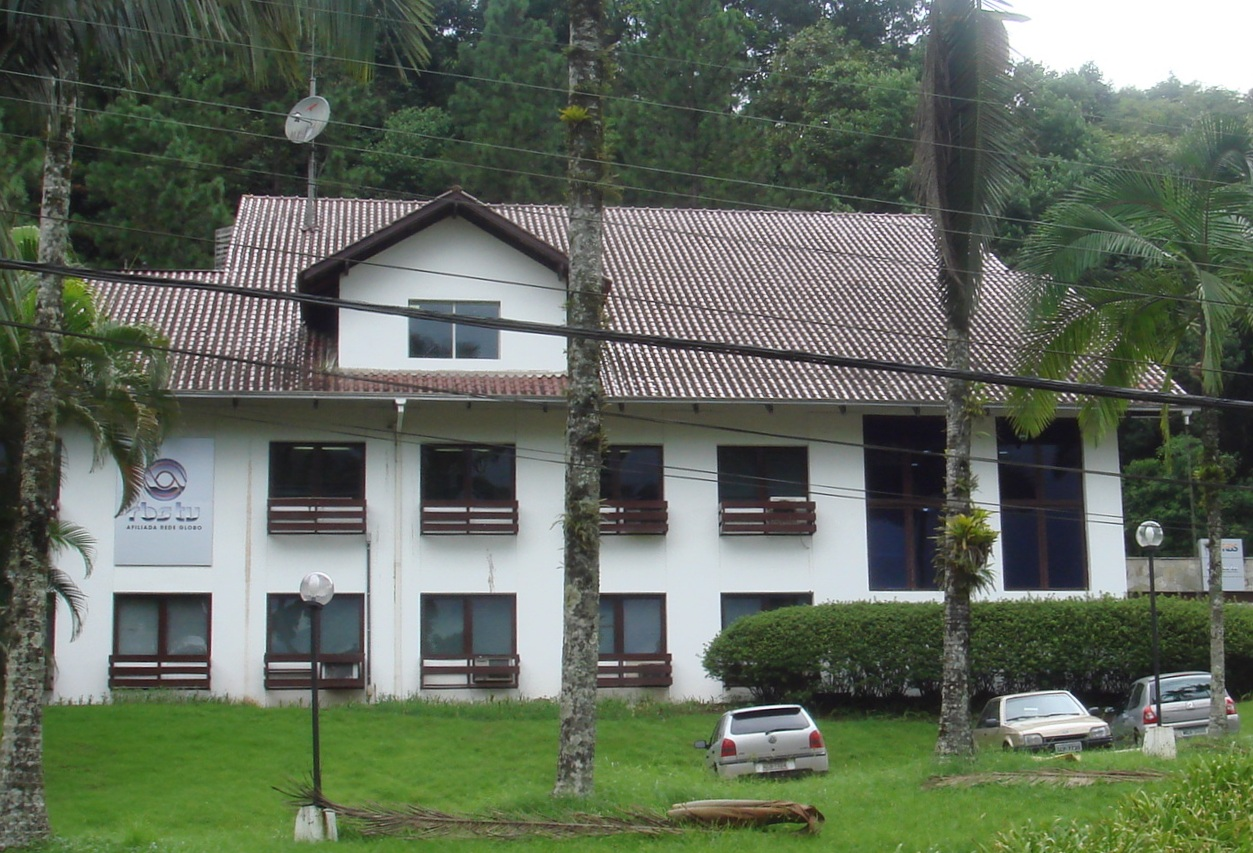
Filial de Joinville, em 2010

### Televisão
- NSC TV
  - NSC TV Florianópolis
  - NSC TV Blumenau
  - NSC TV Centro-Oeste
  - NSC TV Chapecó
  - NSC TV Criciúma
  - NSC TV Joinville

### Rádio
- Atlântida FM Blumenau
- Atlântida FM Chapecó
- Atlântida FM Criciúma
- Atlântida FM Florianópolis
- Atlântida FM Joinville
- CBN Floripa
- CBN Joinville
- Itapema FM

### Mídia impressa
- A Notícia
- Diário Catarinense
- Hora de Santa Catarina
- Jornal de Santa Catarina

### Internet
- NSC Total
- G1 Santa Catarina
- ge SC

### Antigos veículos
- TVCOM SC (extinta durante o processo de transição)